# Kostel Neposkvrněného početí Panny Marie (Ostrava-Přívoz)
Římskokatolický farní kostel Neposkvrněného početí Panny Marie je významnou novogotickou stavbou v Ostravě. Nachází se na náměstí Svatopluka Čecha v Přívoze a je druhým kostelem zasvěceným Neposkvrněnému početí Panny Marie v Ostravě.

## Popis

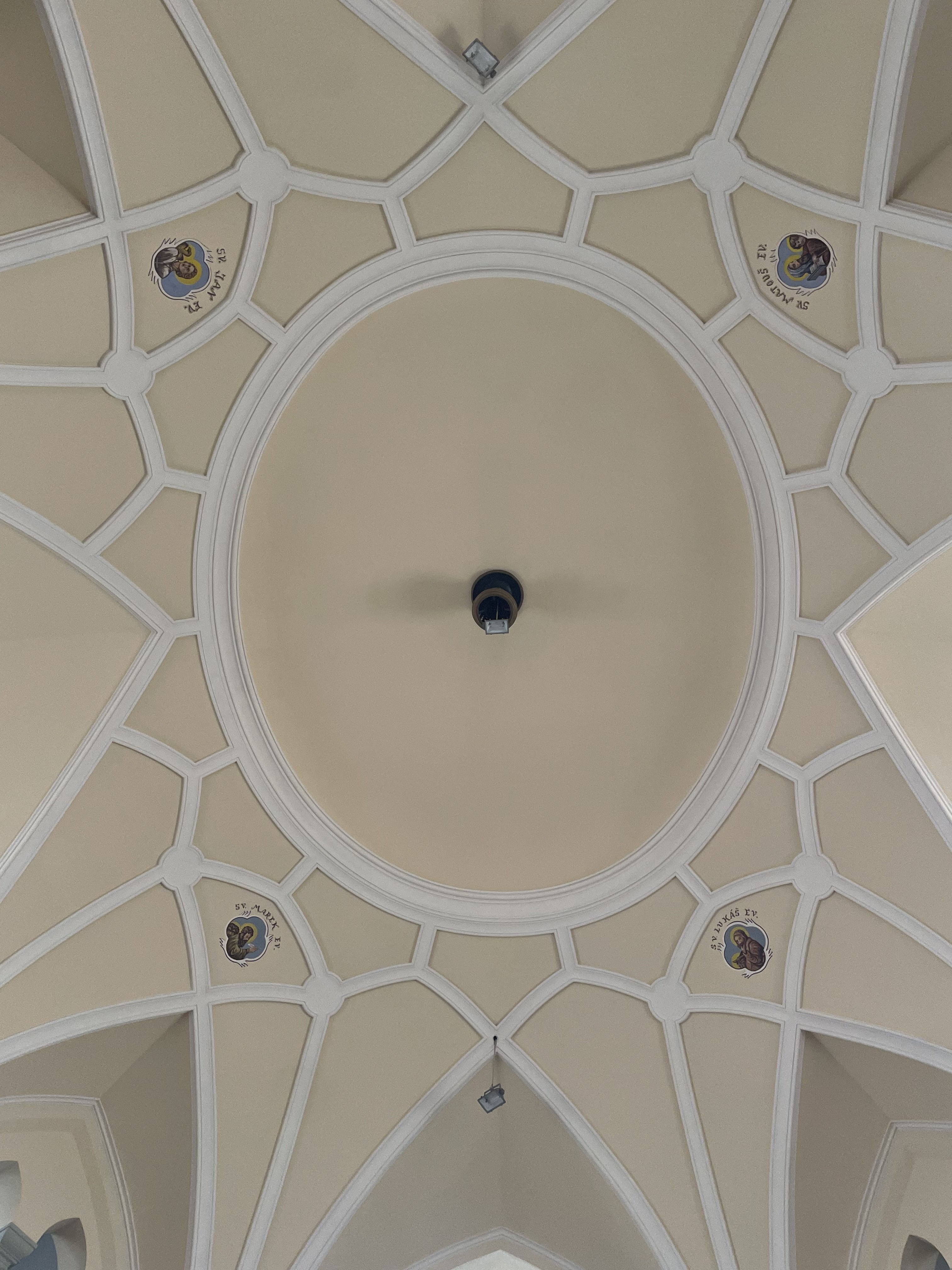
Detail klenby v křížení

Neorientovaná stavba je 36,43 m dlouhá a 27 m vysoká. Použit byl historizující sloh novogoticko-románský.

### Popis exteriéru

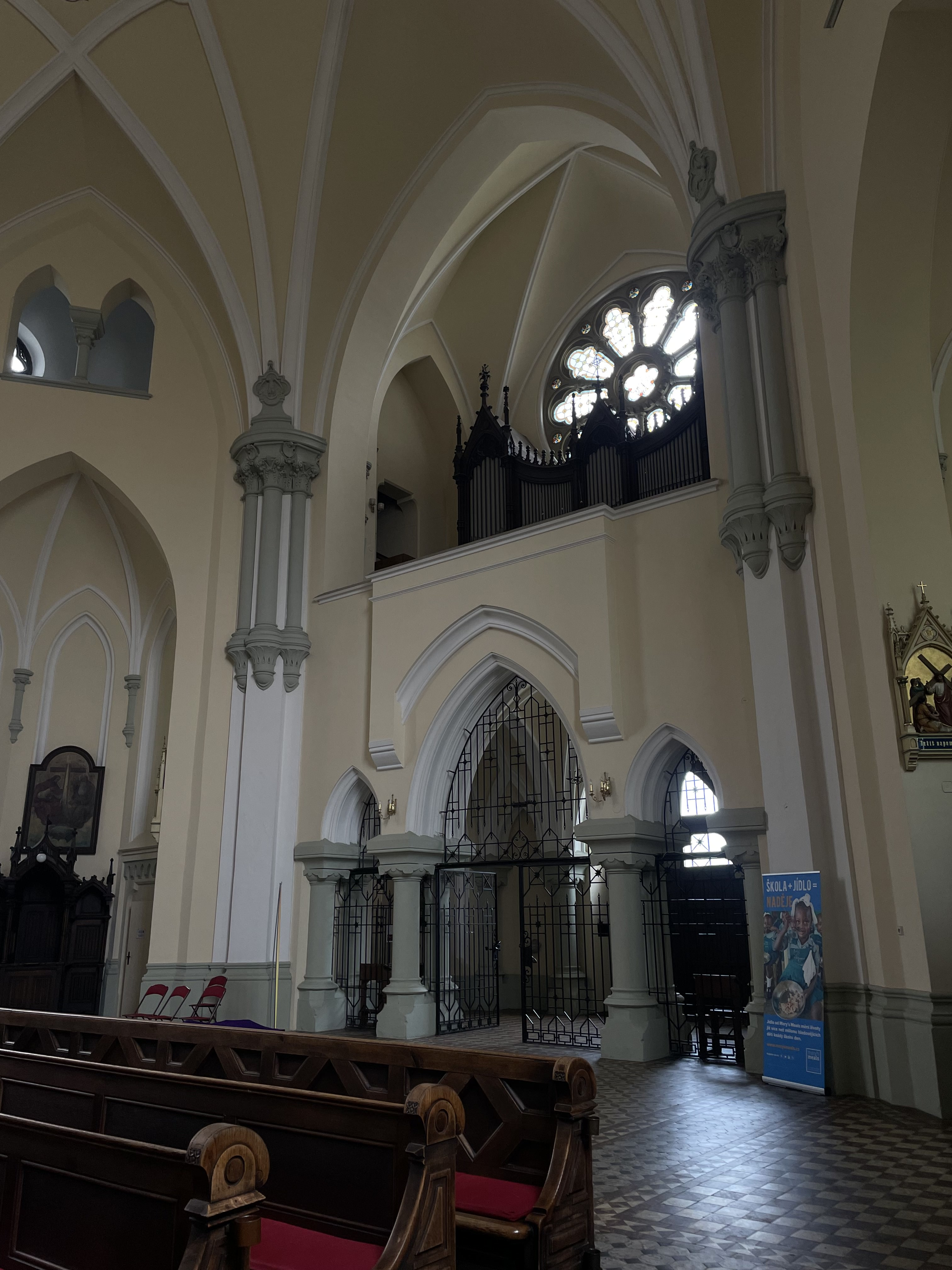
Pohled na vstup z interiéru

Po obou stranách jižního průčelí kostela tvořeného pavlánem stojí 67 m vysoké věže v gotickém stylu. Věže jsou zakončeny osmibokými jehlanci a zdobeny kraby a kružbami. Na vrcholu každé věže je ozdobný kříž. Pod špicí je oktogonální lucerna (malá otevřená konstrukce s obloučky), která zvyšuje vertikální efekt věží. Každá věž je dále členěna několika horizontálními římsami, které oddělují jednotlivá patra, z nichž nejvyšší slouží jako zvonové patro. Fasády jsou členěné vysokými lomenými okny s bohatou kružbou a opěrnými pilíři, lemovanými jednoduchými profilovanými ostěními. Sedlové střechy hlavní i bočních lodí jsou strmé a pokryté břidlicí, v kombinaci s cihlovým zdivem vytvářejí působivý, vertikálně orientovaný celek. Ve věžích jsou zavěšeny celkem tři ocelové zvony z roku 1921 vyrobené Vítkovickými železárnami, které nahradily původní pětici zvonů ze zvonoviny, jež byla zrekvírována během první světové války. Ve východní věži je umístěn největší zvon Maria (1350 kg), v západní věži pak prostřední zvon Metoděj (850 kg) a malý zvon Aloisius (475 kg). Každý ze zvonů je osazen v dřevěné konstrukci a jejich srdce nesou rytiny s liturgickými texty.
Mezi věžemi je situován hlavní vstup, překlenutý lomeným portálem s profilovaným ostěním, tvořeným několika souběžnými pruty typickými pro neogotickou architekturu. Pavlán zastřešuje hlavní vchod, nad kterým se nachází velké gotické okno. Portál je trojdílný – střední vstup je širší a zvýrazněný, zatímco boční vstupy jsou menší a osazené do pravoúhlých nik s umístěním kamenných soch (na levé straně socha svatého Metoděje, na pravé socha svatého Cyrila). Sloupky lemující lomený portál mají hlavice výrazněji profilované, typicky s novogotickými vegetabilními motivy, které odkazují na středověkou gotiku. Najdeme zde stylizované akantové listy, někdy i se spirálovitým zakončením. Hlavice zde působí slavnostněji a bohatěji, podtrhují reprezentativnost vstupu.
Pavlán zastřešuje hlavní vchod, nad kterým se nachází velké gotické okno. Rozeta původně zobrazovala obraz Neposkvrněného srdce Panny Marie, během druhé světové války však byla zničena při bombardování a její torzo bylo později odstraněno. Nová výplň nebyla nikdy osazena, což zanechává prostor okna prázdný, ale současně připomíná dramatickou historii stavby. Tvoří ji soustava kružeb se středovou rozetou a segmenty, připomínajícími okvětní lístky. Kružby mají hruškovcovou profilaci a jejich ostře řezané hrany vytvářejí výrazné světlo-stínové efekty. Celá fasáda je členěna opěrnými pilíři, profilovanými římsami a pásy, a zakončena bohatě utvářenou štítovou partií s lomeným štítem zdobeným drobnými fiálami a křížem.Všechny tři vstupy jsou lemovány ostěními s jemnou kružbovou výzdobou. Na štítu je situován ciferník hodin. Nad rozetovým oknem se klene oblouková archivolta podepřená tenkými sloupky s hlavicemi. Hlavice zde mají listový dekor – drobné palmety a dubové listy – a jsou méně plastičtější než hlavice ve zbytku průčelí. Fasáda je vertikálně členěna opěrnými pilíři a horizontálně profilovanými římsami a pásy. Zakončení průčelí tvoří výrazná štítová partie s lomeným štítem. Ve středu štítu je vsazen ciferník hodin. Nad rozetovým oknem se nachází oblouková archivolta, nesená jemnými sloupky s bohatě tvarovanými hlavicemi, které přispívají k plastickému členění průčelí a podtrhují jeho vertikalitu.

### Interiér
Za hlavním vchodem se nachází chrámová předsíň oddělená od hlavní lodi kovanou mříží. Pravá část předsíně tvoří kapli Bolestné Panny Marie, ve které je umístěn oltář a socha Pieta vytesaná z jemného pískovce s polychromovanými detaily. Nad předsíní se nachází kůr s varhany. Ty mají 28 rejstříků, dva manuály a mechanickou trakturu. Varhanní skříň je zdobena gotizujícími ornamenty a figurálními řezbami. Původní barevná okna s obrazy Panny Marie byla během války zničena a již nebyla obnovena. Dnes jsou nahrazena jednoduchými skleněnými tabulemi, které zajišťují dostatečné osvětlení předsíně. Půdorys je tvořen lodí ve tvaru kříže, křížení má klenbu s velkým rozpětím podle Monierova systému, který využívá železobetonovou konstrukci s charakteristickým rastrem výztuže, čímž bylo možné dosáhnout velkého rozpětí bez nutnosti vnitřních podpěr. Tato technika zároveň umožnila subtilnější tvarování klenebních oblouků. Ačkoliv podle původních plánů měla být kopule nad křížovou lodí, z finančních důvodů nebyla stavba realizována. Místo kopule byla použita jednodušší střešní konstrukce, která ovšem nenarušuje celkový monumentální výraz stavby. Žebra klenby tvoří vzorec hvězdice s dalšími vloženými přídavnými žebry. Na průniku některých žeber jsou umístěny svorníky. Žebra jsou svedena na pilastry.

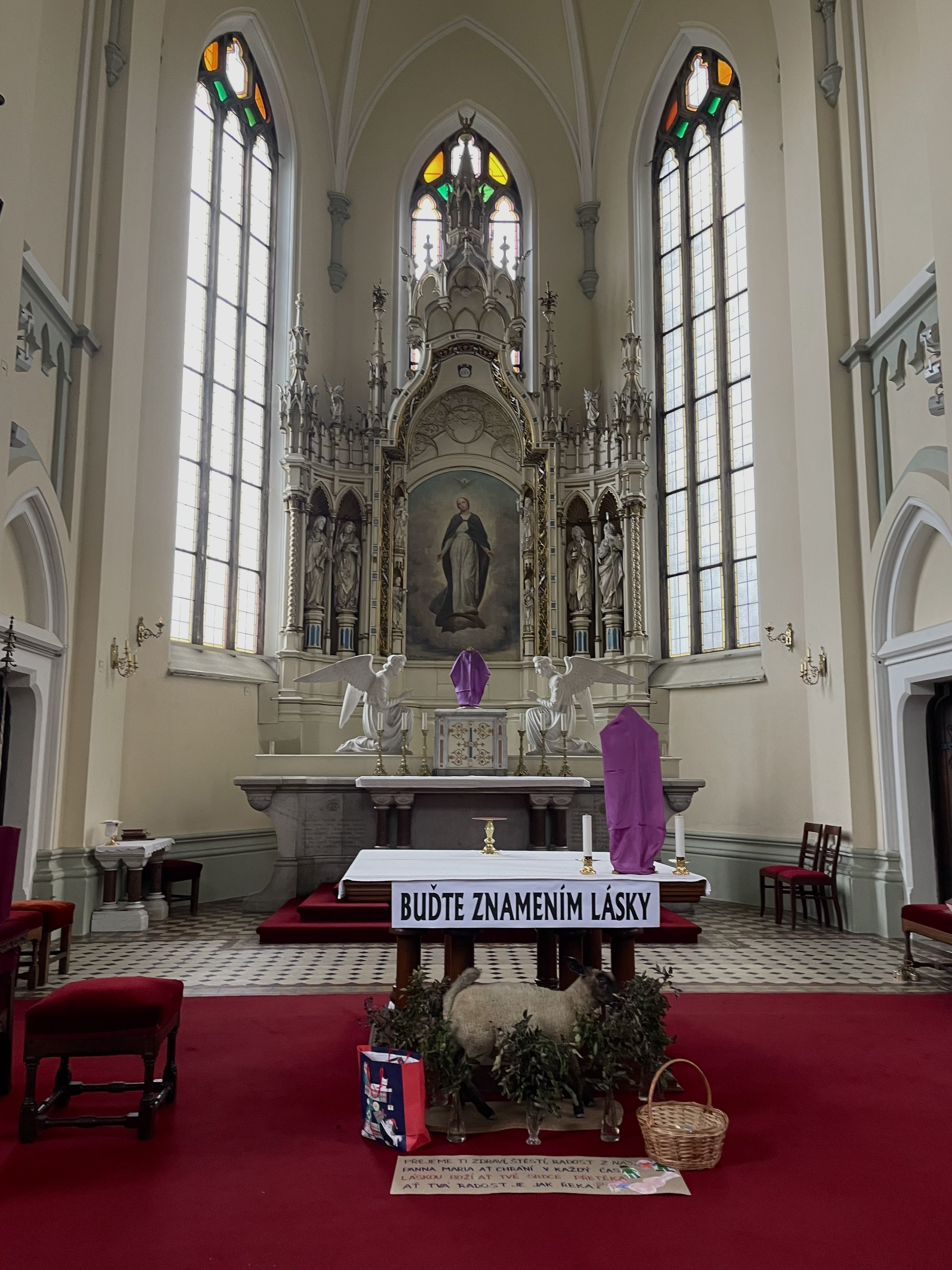
Oltář

### Vybavení
Hlavní oltář z roku 1926 je v pseudogotickém stylu. Přední spodní část je z bílého kararského mramoru, zatímco zadní část je pískovcová a členěná do několika výklenků s gotickými fiálami a kanelovanými sloupky. Původní oltář však byl dřevěný. V retabulu je obraz Neposkvrněného početí Panny Marie od malíře Františka Ženíška, který daroval olomoucký arcibiskup Theodor Kohn. Oltářní obraz je rámován bohatě zlacenou profilací. V oltáři jsou umístěny ostatky svatého Bartoloměje, Fruktuosa a Longina. V chrámové lodi se nacházejí ještě dva vedlejší oltáře, každý u bočního vchodu, které jsou rovněž zdobeny pseudogotickými prvky a jednoduchými plastikami světců. Kazatelna s přístřeškem je dřevěná, bohatě vyřezávaná a přístupná po točitém schodišti, které vede z pravé strany lodi. Přístřešek je završen malým baldachýnem s drobnými fiálami a zakončeným křížem.

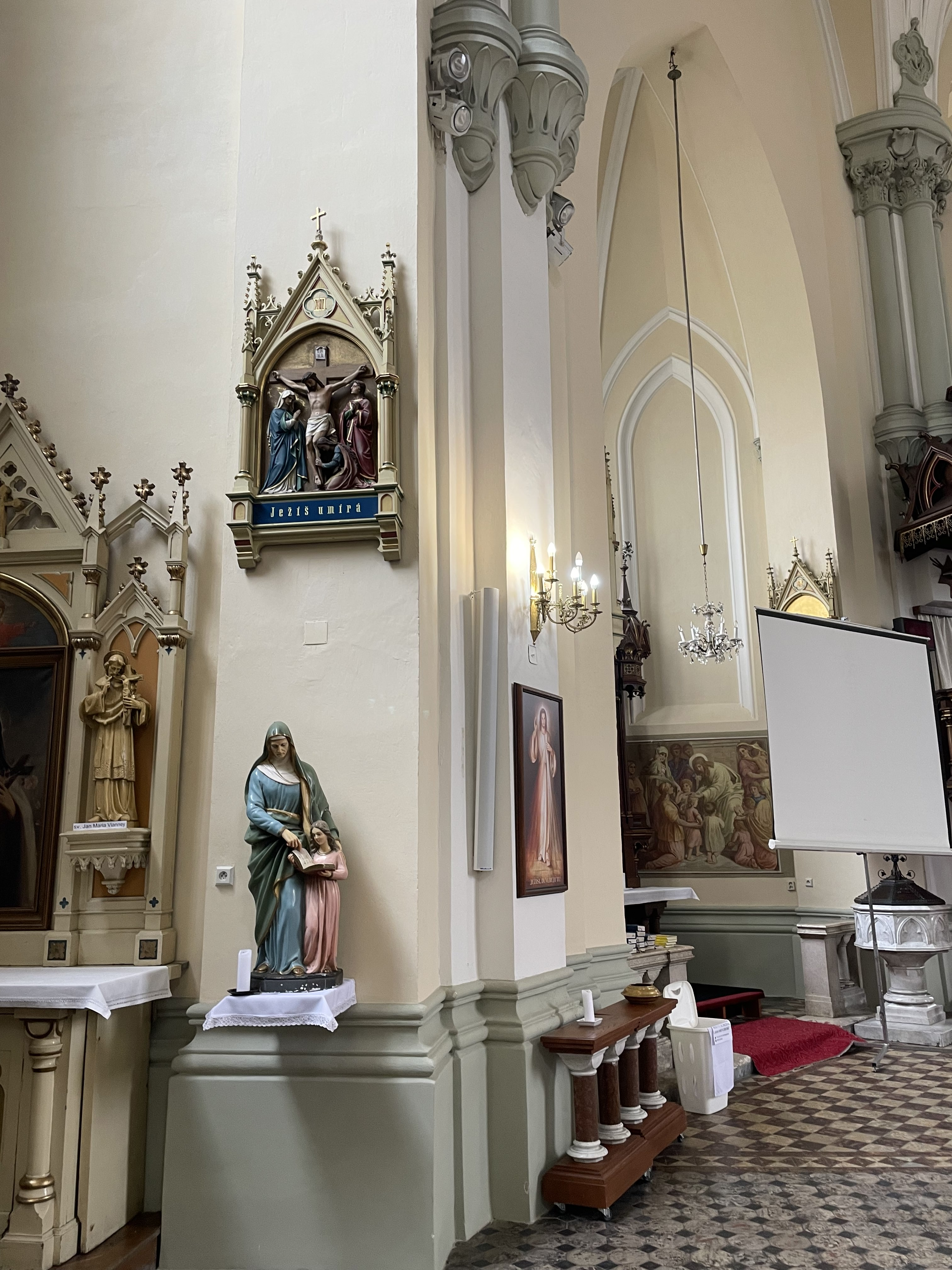
Detail interiéru u oltáře

## Historie
Obyvatelé Přívozu chodili do kostela svatého Václava v Moravské Ostravě, toužili však po vlastní farnosti. Tyto touhy navíc umocňovala snaha o povýšení na město. V dubnu 1890 byl ustanoven spolek pro stavbu kostela Panny Marie. Projekt vypracoval známý vídeňský architekt Camillo Sitte, který také vytvořil územní plán pro celý Přívoz. Ten je dodnes vysoce ceněn pro svou architektonickou hodnotu. Kostel měl být původně dostavěn v roce 1898 na památku padesátileté vlády císaře Františka Josefa I., dokončení se však o rok protáhlo. Slavnostní vysvěcení se konalo 15. srpna 1899 na svátek Nanebevzetí Panny Marie. Obřad řídil olomoucký arcibiskup Theodor Kohn a jako zástupce císařské rodiny se ho zúčastnil arcivévoda Evžen.

## Zdroje
Ostrava industriální a moderní. Velký průvodce po architektuře 1845- 1949. Martin Strakoš. Ostrava 2020. ISBN 978-80-7637-123-1.
Dějiny Ostravy, Karel Jiřík, Blanka Pitronová, Ostrava 1967.
Zrození velkoměsta. Architektura v obraze Moravské Ostravy 1890- 1938.  Jindřich Vybíral, 2003. ISBN 978-80-7637-123-1.
Kapitoly z historie Moravské Ostravy a Přívozu, Antonín Barcuch, Ostrava 1998. ISBN 80-238-2295-0.